# Sankt Andrä-Höch
Sankt Andrä-Höch è un comune austriaco di 1 742 abitanti nel distretto di Leibnitz, in Stiria.